# Artificial Paradise
Artificial Paradise es el undécimo álbum de estudio de la banda de rock canadiense The Guess Who, publicado en 1973 por RCA Victor. Es el primer álbum de la banda en el que participó el bajista Bill Wallace. Pese a una gran campaña publicitaria, el álbum obtuvo escasas ventas.

## Lista de canciones
1. "Bye Bye Babe" (2:50) (Winter/Wallace)
2. "Samantha's Living Room" (3:26) (McDougall)
3. "Rock and Roller Steam" (3:19) (Winter/Wallace)
4. "Follow Your Daughter Home" (3:29) (The Guess Who)
5. "Those Show Biz Shoes" (6:49) (Cummings)
6. "All Hashed Out" (4:41) (Wallace/Winter/Cummings)
7. "Orly" (2:35) (Cummings)
8. "Lost and Found Town" (3:49) (McDougall)
9. "Hamba Gahle-Usalang Gahle" (4:53) (Cummings/Winter/Wallace)
10. "The Watcher" (3:10) (Wallace/Cummings)

## Personal
- Burton Cummings – voz, teclados
- Kurt Winter – guitarra, voz
- Donnie McDougall – guitarras, voz
- Bill Wallace – bajo
- Garry Peterson – batería